# Semana Gastronómica Rosario
La Semana Gastronómica Rosario es un gran festival que se realiza anualmente en la ciudad de Rosario, Argentina.

El evento es realizado en forma conjunta entre el Ente Turístico Rosario (ETUR), la Fundación Rosario Cocina Ideas y la Asociación Empresaria Hotelero Gastronómica y Afines de Rosario (AEHGAR), con el propósito de ofrecer a rosarinos y turistas toda una semana dedicada a lo mejor de la gastronomía local y regional.

Durante dicha semana se realizan diversas actividades, desde cata de vinos, aperitivos y aceites, hasta clases magistrales y excursiones a heladerías, cervecerías y a las huertas orgánicas de la ciudad.
Otro de las propuestas clásicas de esta semana es que bares, restaurantes, parrillas y pizzerías ofrecen menús completos con precios especiales para promocionar la oferta gastronómica de la ciudad.

La primera edición del evento fue en 2010.